# ريجينا لاو
ريجينا لاو (بالصينية: 葉劉淑儀) (و. 1950  م) هي سياسية صينية، ولدت في هونغ كونغ.

## مناصب
تولت منصب عضو المجلس التشريعي لهونغ كونغ (منذ 1 أكتوبر 2008)
- وزير الأمن [الإنجليزية]‏ (31 أغسطس 1998–25 يوليو 2003)
- وزير الأمن [الإنجليزية]‏ (1 أغسطس 1998–16 يوليو 2003)
- مدير مكتب الهجرة [الإنجليزية]‏ (1 يوليو 1997–31 يوليو 1998).

## التعليم
تعلمت في جامعة هونغ كونغ، وجامعة غلاسكو، وجامعة ستانفورد.

## جوائز
حصلت على جوائز منها:
- نجمة بواهينيا الذهبية  [لغات أخرى]‏.